# Tomás Sives
Tomás Agustín Sives (Chascomús, 9 dicembre 2003) è un calciatore argentino, centrocampista del Los Andes in prestito dal Defensa y Justicia.

## Caratteristiche tecniche
Gioca come centrocampista centrale.

## Carriera
Sives è cresciuto nel settore giovanile del Defensa y Justicia, con cui ha debuttato il 2 agosto 2022 nell'incontro di Primera División pareggiato 0-0 contro l'Arsenal Sarandí. Nel gennaio del 2023 ha firmato il suo primo contratto professionistico ed è stato ceduto in prestito all'Arsenal Sarandi per tutta la stagione.

## Statistiche

### Presenze e reti nei club
Statistiche aggiornate al 2 aprile 2024.
| Stagione        | Squadra            | Campionato      | Campionato | Campionato | Coppe nazionali | Coppe nazionali | Coppe nazionali | Coppe continentali | Coppe continentali | Coppe continentali | Altre coppe | Altre coppe | Altre coppe | Totale | Totale | Totale |
| Stagione        | Squadra            | Comp            | Pres       | Reti       | Comp            | Pres            | Reti            | Comp               | Pres               | Reti               | Comp        | Pres        | Reti        | Pres   | Reti   |        |
| --------------- | ------------------ | --------------- | ---------- | ---------- | --------------- | --------------- | --------------- | ------------------ | ------------------ | ------------------ | ----------- | ----------- | ----------- | ------ | ------ | ------ |
| 2022            | Defensa y Justicia | PD              | 3          | 0          | CA+CdL          | 0               | 0               |                    | -                  | -                  |             | -           | -           | 3      | 0      |        |
| 2023            | Arsenal Sarandí    | PD              | 7          | 0          | CA+CdL          | 0               | 0               |                    | -                  | -                  |             | -           | -           | 0      | 0      |        |
| 2024            | Defensa y Justicia | PD              | 0          | 0          | CA+CdL          | 0               | 0               |                    | -                  | -                  |             | -           | -           | 0      | 0      |        |
| Totale carriera | Totale carriera    | Totale carriera | 10         | 0          |                 | 0               | 0               |                    | -                  | -                  |             | -           | -           | 10     | 0      |        |